# S5 0014+81
S5 0014+81是一个位于仙王座高纬度地区靠近北天赤道极的耀变体（一种拥有高能量和变化特征的类星体），该类星体呈高度扭曲状态，拥有极大的质量并发出宽的吸收谱线，属于特亮类星体。

## 特征
S5 0014+81属于耀变体，具体来说是耀变体中的光学剧变类星体，光学剧变类星体是活跃星系核中能量最为剧烈的一种类型，是由核心内的超大质量黑洞快速吸积物质并将引力势能转变成宇宙中的可见光而形成的。而S5 0014+81，则是已知光度最强的类星体之一，其总体光度超过了1.1 x1041瓦特,换算成辐射热星等达到了惊人的-31.5等。如果S5 0014+81处于距离地球280光年的位置上，尽管比太阳到地球距离远了1,800万倍，然而地球上每平方米的能量仍与太阳相接近。S5 0014+81的光度约为太阳的3 x 1014倍或银河系1,000到4,000亿恒星总计光度的25,000倍，因此S5 0014+81是可见宇宙光度最强的类星体之一。然而，由于S5 0014+81距离地球过于遥远达到121亿光年，其只能使用光谱学仪器才能观察到。S5 0014+81的中心黑洞一直在持续吸收大量物质，每年增加4,000太阳质量。
S5 0014+81是强力放射源，辐射范围从伽马射线直到无线电波。类星体与恒星的红移在这个距离极度相似，使得使用标准的红移光谱和测光光谱难以区分，因此必须使用其他光学技术才能成功确定天体。
S5 0014+81的命名：S5是来自于第五次强放射源探测；0014+81是其在B1950.0纪元上的坐标。根据剑桥大学的剑桥大学电波星表第六版，它也可以被命名为6C B0014+8120。
S5 0014+81的核心星系是一个巨大的椭圆星暴星系，其视星等为24。

## 超大质量黑洞

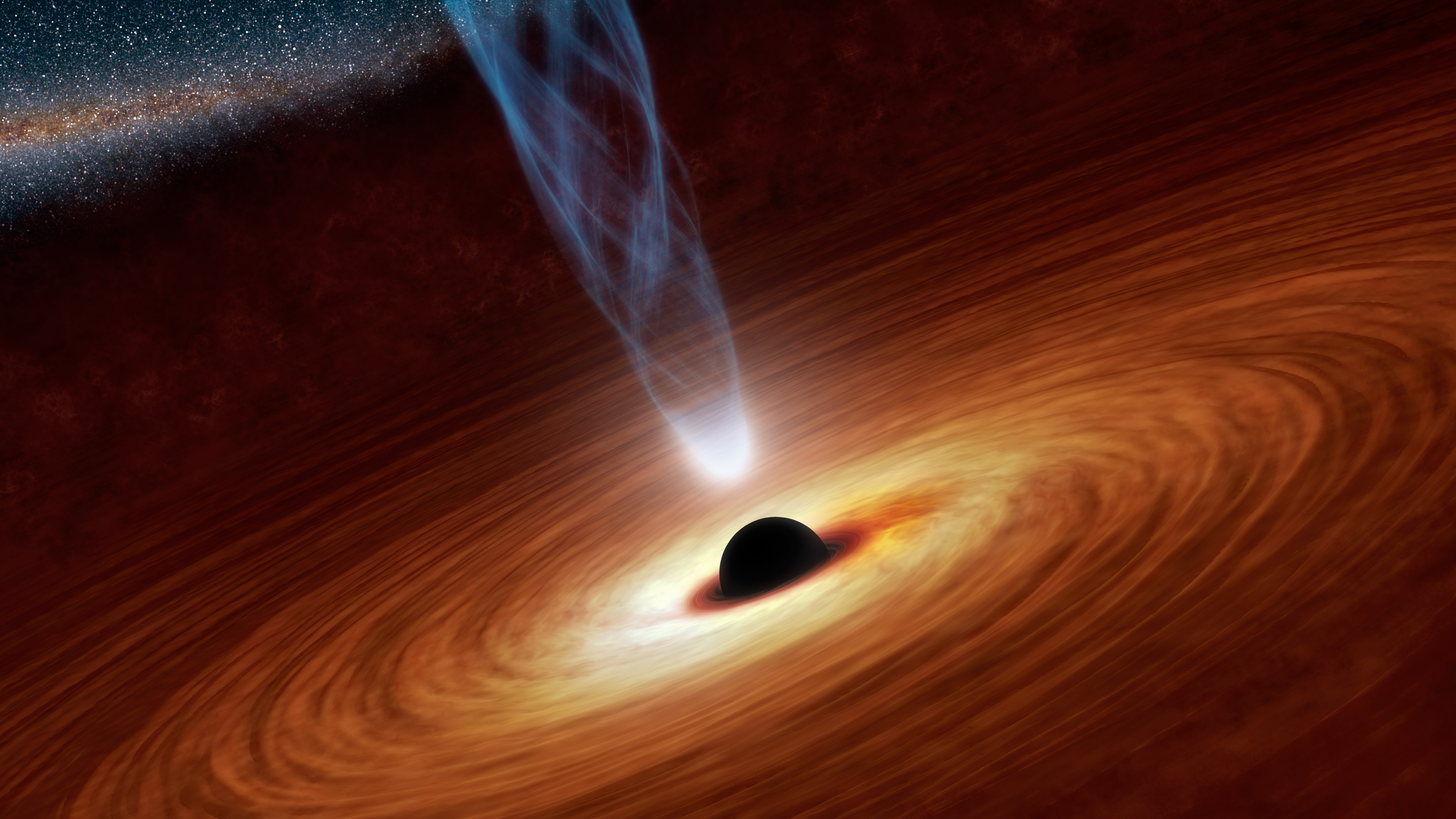
艺术家想象下的拥有正在从中心垂直放射出相对论性喷流的吸积盘并不断吸收物质的超大质量黑洞

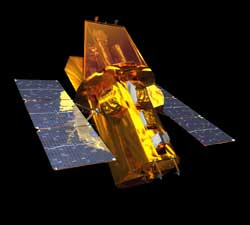
被天文学家用来确定S5 0014+81内黑洞质量的雨燕卫星

S5 0014+81的主星系是一个平谱射电类星体，在这个巨大的椭圆星系中心处有一个能产生剧烈天文活动的超大质量黑洞。
在2009年，一个天文团队根据通过雨燕卫星根据S5 0014+81的总光度测定了其中心黑洞的质量。令人惊奇的是，S5 0014+81中心的黑洞质量达到了银河系中心黑洞质量的10,000倍，相当于400亿太阳质量。这使得S5 0014+81成为了目前发现的最重黑洞之一，并且很可能是一个特大质量黑洞，是被认为是最重黑洞长达60年的M87星云中心黑洞质量的6倍还多。该黑洞的史瓦西半径达到了1183.5亿千米，相当于800天文单位或是20倍冥王星轨道半径，总质量达到了大麦哲伦星系质量的4倍。更值得关注的是如此巨大质量的黑洞只能存在于在宇宙大爆炸16亿年后的早期宇宙。这表明超大质量黑洞可快速形成。
然而，该黑洞仍然有几点存在争议。首先，使用的测量方法是非直接的计算方法，而不是更精确的开普勒轨道推算。对于S5 0014+81这样明亮的类星体来说，使用非直接计算方法是不太可取的，因为它极高的光度只会掩盖周围的恒星，使测量结果变得不准确。其次，虽然观测到的光谱确实属于长光谱，但是目前仍不能解释所观测到的参数。最后，该类星体被一个巨大的吸积盘所围绕，大约几秒差距的大小，目前其光度是爱丁顿光度的40%，但其产生的辐射压力足以将吸积盘冲散并摆脱中心黑洞的引力作用，而由于尘埃和气体的干预观察其具体细节仍然不明。然而，S5 0014+81是一个特大质量黑洞的可能性并没有完全消除，因为只有如此巨大质量的黑洞才能解释该类星体产生的惊人光度和能量。
根据特大质量黑洞的演化模型预测，S5 0014+81在其因霍金辐射而消散之前将存在约1.342×1099年（接近宇宙黑洞时代结束，是目前宇宙年龄的1088倍）。然而，由于S5 0014+81目前仍在吸收物质，其消散时间应超过理论时间。